# Sarina Wiegman
Sarina Petronella Wiegman (n. 26 octombrie 1969, Haga, Țările de Jos), cunoscută și ca Sarina Wiegman-Glotzbach,  este o antrenoare de fotbal olandeză și o fostă jucătoare de fotbal care a fost antrenoarea loturilor naționale ale Olandei și al Angliei câștigând cu fiecare echipă câte un Campionatul European în 2017, respectiv 2022.

## Carieră
În timpul carierei sale de jucătoare, Wiegman a fost mijlocaș central devenind ulterior fundaș. În 1989, a fost admisă la Universitatea din Carolina de Nord la Chapel Hill, unde a jucat pentru echipa de fotbal feminină Tar Heels din Carolina de Nord. Revenită în Olanda, s-a alăturat echipei feminine condusă de Ter Leede, fiind în paralel și profesoară de educație fizică. Cu Ter Leede, a câștigat o dată campionatul național olandez și Cupa KNVB. Wiegman a reprezentat Țările de Jos din 1987 până în 2001. A jucat de 104 ori pentru țara ei (care a fost recunoscută inițial de KNVB), dar având în vedere numărul selecțiilor câștigate împotriva adversarilor non-afiliați la FIFA, scorul total oficial este de 99 de partide. 
După ce s-a retras în 2003, Wiegman a început o carieră de antrenor cu echipele feminine Ter Leede și ADO Den Haag. În 2014, a devenit asistent manager al echipei naționale. În 2016, Wiegman a primit licența completă de antrenor și a devenit prima femeie care a lucrat ca antrenor la o organizație profesionistă de fotbal olandeză. După ce a fost numită antrenor principal al echipei naționale, Wiegman a condus echipa la câștigarea cupe Europene de Fotbal Feminin UEFA în 2017. Doi ani mai târziu, ea a condus echipa către o poziționare pe locul secund la Cupa Mondială a de Forbal Feminin FIFA 2019. În august 2020, a fost anunțată că va prelua postul de antrenor al echipei naționale feminine a Angliei, începând cu 2021. Împreună cu această echipă a adus Angliei victoria la Campionatul European de Forbal Feminin 2022. Wiegman a câștigat al treilea titlu european consecutiv, antrenând Anglia care a câștigat campionatul european UEFA de Fotbal feminin din 2025.

## Viața personală
Wiegman s-a născut la Haga și a început să joace fotbal pe stradă de la o vârstă fragedă. La vârsta de șase ani, s-a alăturat echipei ESDO din Wassenaar, unde a jucat alături de băieți. A mai jucat pentru HSV Celeritas de la Haga, unde putea să joace și în echipa de fete. Este căsătorită cu Marten Glotzbach și au două fiice.

## Recunoaștere

### Ca jucător
- Cupa KNVB : 1986–87

- Campionatul de fotbal feminin al NCAA Divizia I : 1989

- Campionatul olandez : 2000–01, 2002–03
- Cupa KNVB: 2000–01

### Ca antrenor
- Campionatul olandez : 2006–07
- Cupa KNVB : 2006–07

- Eredivisie : 2011–12
- Cupa KNVB: 2011–12, 2012–13

- Vicecampioană la Cupa Mondială feminină FIFA : 2019 [22]
- Campionatul UEFA feminin : 2017 [23]

- Campionatul UEFA feminin : 2022 [24]
- Cupa Arnold Clark : 2022 [25]
- Campionatul UEFA feminin:2025[19]

### Individual
- KNVB Bondsridder („Cavalerul Asociației”): 2012 [26]
- Cel mai bun antrenor de fotbal feminin FIFA : 2017,[27] 2020 [28]
- Cavaler al Ordinului Orange-Nassau : 2017 [29]
- IFFHS Cel mai bun antrenor național de fotbal feminin din lume : 2020 [30]